# Armin Sohrabian
Armin Sohrabian (en persa: آرمین سهرابیان‎; Gorgan, 26 de julio de 1995) es un futbolista iraní que juega en la demarcación de defensa para el Gol Gohar Sirjan F. C. de la Iran Pro League.

## Biografía
Tras formarse como futbolista en el Sepahan S. C., finalmente el 26 de julio de 2016 debutó con el primer equipo en un encuentro contra el Padideh FC, donde fue sustituido en el minuto 72 por Emad Mirjavan. Al finalizar la temporada 2016/17 se marchó al Esteghlal F. C.

## Clubes
| Club                   | País | Año       | Partidos | Goles |
| ---------------------- | ---- | --------- | -------- | ----- |
| Sepahan S. C.          | Irán | 2014-2017 | 16       | 0     |
| Esteghlal F. C.        | Irán | 2017-2019 | 36       | 1     |
| Saipa F. C.            | Irán | 2019-2020 | 29       | 3     |
| Gol Gohar Sirjan F. C. | Irán | 2020-     | 79       | 6     |

## Palmarés

### Campeonatos nacionales
| Título          | Club            | País | Año  |
| --------------- | --------------- | ---- | ---- |
| Iran Pro League | Sepahan S. C.   | Irán | 2015 |
| Copa Hazfi      | Esteghlal F. C. | Irán | 2018 |